# Лёгкие крейсера типа «Лейпциг»
Лёгкие крейсера типа «Лейпциг» — тип лёгких крейсеров, входивших в состав ВМС Германии (до 1935 — Рейхсмарине, после 1935 — Кригсмарине) в 1930-е гг и в годы Второй мировой войны. Всего было построено 2 единицы: «Лейпциг» (Leipzig) и «Нюрнберг» (Nürnberg), которые, в силу некоторых различий, иногда не рассматриваются как единый тип.

## История создания и конструкция
В течение 1920-х годов состав Рейхсмарине пополнился 4 лёгкими крейсерами — «Эмден», «Кёнигсберг», «Карлсруэ» и «Кёльн», причём если первый из них представлял собой фактически изменённый вариант крейсеров военной постройки типа «Konigsberg II», то последняя тройка, принадлежащая к типу «К», являлась эталоном в мировом судостроении того времени. Это демонстрировали такие конструктивные элементы, как трёхорудийные башни, комбинированная главная энергетическая установка (паротурбинная установка + дизельный двигатель), а также технологии, применённые в процессе постройки: сварка и облегченные алюминиевые конструкции надстроек.
В 1928 году немецкий конструктор Блешчмидт получил задание на проектирование очередного легкого крейсера для Рейхсмарине — будущего крейсера «Лейпциг». Основа проекта — крейсера типа «К», но с некоторыми изменениями. К числу важнейших следует отнести: добавление третьего вала, сведение дымоходов котлов в одну трубу (для вывода выхлопа дизелей была предназначена небольшая труба возле возвышенной кормовой башни), усиление конструкции корпуса, применение булей, охватывавших броневой пояс и бульбообразную носовую оконечность. На средний вал работали дизели, развивавшие суммарную мощность 12 600 л. с. и обеспечивавшие скорость 18-19 узлов.
Второй крейсер, «Нюрнберг» (проект разработан тем же инженером Блешчмидтом), был заложен на 5 лет позже своего собрата и вошёл в строй последним из лёгких крейсеров германского флота. В дальнейшем этот класс кораблей в Кригсмарине пополнялся лишь тяжёлыми крейсерами (или «Вашингтонскими»). В его проект по сравнению с прототипом внесены лишь незначительные изменения — в частности, проектное водоизмещение выросло на 100 тонн, корпус стал несколько длиннее и шире. Это позволило улучшить прочность корпуса, усилить бронирование башен, погребов боезапаса, зенитную артиллерию. Энергетическая установка осталась без изменений, а вследствие увеличившегося «верхнего» веса ухудшилась остойчивость корабля.

#### Корпус
Корпус набирался по продольной системе. Он подразделялся на 16 водонепроницаемых отсеков, двойное дно проходило на 75 % его длины (на 83 % от длины и более усиленную конструкцию на «Нюрнберге»). Как и у предшественников — крейсеров типа «К», существенным недостатком стала недостаточная прочность корпуса.

#### Энергетическая установка
Энергетическая установка новых кораблей была комбинированной дизель-паротурбинной. В отличие от предшественников типа «К», новые корабли стали трёхвальными — на центральный вал работали 4 дизеля фирмы MAN мощностью по 3150 л. с. На крайние валы работали 2 паротурбинные установки, питавшиеся паром от 6 военно-морских котлов производства Germaniawerft в Киле.

#### Бронирование

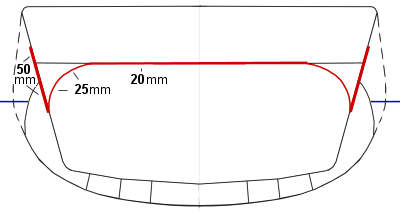
Схема броневой защиты крейсера «Лейпциг» (поперечное сечение)

Толщина главного пояса по ватерлинии составляла 50 мм, в кормовой части в районе румпельного отделения 25 мм, в носовой части 20-мм (по другим данным, 18 мм). Бронированная палуба имела толщину в 20 мм и закругленный 25-мм скос к нижней кромке пояса (никелевая сталь завода Круппа). Протяженность броневой цитадели составляла около 70 % длины корабля.
Бронирование второго корабля серии, «Нюрнберга» по схеме от прототипа не отличалось, но толщина пояса в носовой части уменьшена до 18 мм, в оконечностях палуба платформы имела 10-мм бронирование, толщина лобовой плиты башен увеличена до 80 мм, а кормовой — до 32 — 35 мм. Улучшено бронирование барбетов.

#### Вооружение
Вооружение главного калибра крейсеров составили девять 150-мм 60-калиберных орудий С/25 (вес снаряда 45,5 кг, дальность стрельбы 25,7 км), как и на предшественниках типа «К», но расположение башен ГК несколько изменилось — их перевели в диаметральную плоскость вместо расположения уступом. На «Нюрнберге» зенитное вооружение усилено путём добавления ещё одной спаренной 88-мм пушки.

## Служба

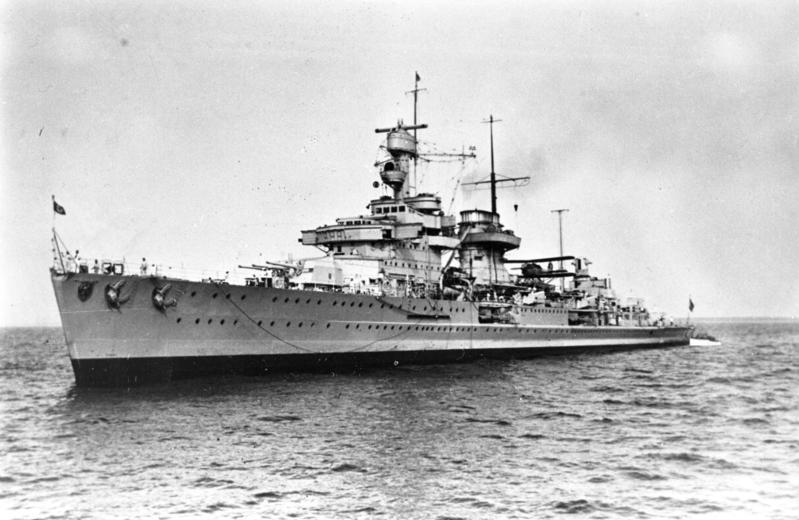
Крейсер «Нюрнберг» в 1935 году

Крейсера типа «Лейпциг» являлись важнейшим элементом ВМС Германии в межвоенные годы., Они сыграли важнейшую роль в обучении личного состава германского флота, совершая дальние походы и визиты в самые разные порты. Во время Гражданской войны в Испании в 1936—1938 гг. активно действовали у берегов этой страны. С начала Второй мировой войны и до её конца активно участвовали в боевых действиях. После войны «Лейпциг» был затоплен союзниками в Скагерраке, а «Нюрнберг» по репарациям отошёл СССР. В Советском Военно-морском флоте крейсер служил до 1959 года, в 1960 разобран на металл.

## Список кораблей типа[3]
| Название              | Название в период постройки   | Верфь-строитель                 | Дата закладки  | Дата спуска на воду | Дата вступления в состав флота | Дата вывода из состава флота/гибели | Судьба                                                           |
| --------------------- | ----------------------------- | ------------------------------- | -------------- | ------------------- | ------------------------------ | ----------------------------------- | ---------------------------------------------------------------- |
| «Лейпциг» (Leipzig)   | Kreuzer «E», «Ersatz Amazone» | Kriegsmarinewerft Wilhelmshaven | 18 апреля 1928 | 18 октября 1929     | 8 октября 1931                 | 1945                                | После войны 16 декабря 1946 затоплен союзниками в Скагерраке     |
| «Нюрнберг» (Nürnberg) | Kreuzer «F», «Ersatz Nymphe»  | Deutsche Werke                  | 4 ноября 1933  | 8 декабря 1934      | 2 ноября 1935                  | 1945                                | По репарациям передан СССР как «Адмирал Макаров», слом в 1960 г. |